# バール (アオスタ県)
バール（フランス語: Bard,  /baʁ/）は、イタリア共和国ヴァッレ・ダオスタ州にある、人口約100人の基礎自治体（コムーネ）。

## 地理

### 位置・広がり

#### 隣接コムーネ
隣接するコムーネは以下の通り。
- アルナド
- ドンナス
- オーヌ

## 行政

### 分離集落
バールには、以下の分離集落（フラツィオーネ）がある。
- Albard de Bard, Crous, Issert, Valsourdaz